# David Nutter
David Nutter (1960) è un regista statunitense.
È conosciuto soprattutto per aver diretto molti episodi di note serie televisive quali Entourage e Il Trono di Spade.

## Educazione
Nutter ha frequentato l'Università di Miami.

## Carriera
La grande occasione di Nutter è arrivata nel 1993, quando ha cominciato a dirigere episodi di The X-Files. Da quel momento ha diretto gli episodi pilota ed ha aiutato a realizzare parte delle serie Space: Above and Beyond, Millennium, Sleepwalkers, Roswell, Dark Angel, Smallville, Tarzan, Senza traccia, Dr. Vegas, Jack & Bobby, Supernatural, Traveler, Terminator: The Sarah Connor Chronicles e The Mentalist.
Ha diretto anche Operazione Market-Garden, la quarta parte della miniserie Band of Brothers - Fratelli al fronte, e per quell'episodio ha guadagnato un Premio Emmy per "Outstanding Directing for a Miniseries, Movie or a Dramatic Special" (Straordinaria Regia in uno Speciale di una Miniserie, Film o Dramma). Tra gli altri lavori degni di nota si ricordano "Un'altra vita", un episodio de I Soprano che ricevette una nomination agli Emmy, e il lungometraggio del 1998 Generazione perfetta.
Nutter ha diretto gli episodi numero 18 e 19 della terza stagione della serie Entourage, nel 2007. Ha inoltre lavorato come regista per la serie TV HBO Il Trono di Spade, dirigendo gli episodi 2x06, 2x07, 3x09, 3x10, 5x09, 5x10, 8x01 8x02 e 8x04.

## Filmografia parziale

### Televisione
- Terminator: The Sarah Connor Chronicles – serie TV, episodi 1x01-1x02-2x01 (2008)
- Un amore senza tempo - The Time Traveler's Wife (The Time Traveler's Wife) – serie TV, 6 episodi (2022)

## Premi
- 2002: Premio Emmy per Band of Brothers - Fratelli al fronte come Miglior miniserie.